# 短叶羊茅
短叶羊茅（学名：Festuca brachyphylla）为禾本科羊茅属下的一个种。

## 扩展阅读
- 維基物種上的相關：短叶羊茅